# Arrondissement de Niakhène
Das Arrondissement de Niakhène ist eines von den vier Arrondissements, in die das Département Tivaouane als Teil der Region Thiès gegliedert ist. Das Arrondissement umfasst vier Gemeinden (Communes). Die Unterpräfektur als Sitz des Arrondissements liegt in der Gemeinde Niakhène.

## Geografie
Das Arrondissement liegt im zentralen Westen Senegals. Es umfasst ein Gebiet im Osten des Départements östlich der Städte Tivaouane und  Mékhé und reicht bis nahe an die Pilgermetropole Touba. Es hat eine Fläche von 755,20 km².

## Bevölkerung
Die Daten des Arrondissements und seiner Gemeinden (Communes) sind der Fläche und den letzten Volkszählungen nach wie folgt zusammengestellt:
| Commune        | Fläche km² | Einwohner 2013 | Einwohner 2023 |
| -------------- | ---------- | -------------- | -------------- |
| Niakhène       | 163,000    | 8.911          | 11.295         |
| Mbayène        | 138,700    | 9.327          | 10.447         |
| Thilmakha      | 155,300    | 11.717         | 14.629         |
| Ngandiouf      | 298,200    | 26.269         | 33.255         |
| Arrondissement | 755,200    | 56.224         | 69.626         |